# Kananaskis River
Der Kananaskis River ist ein etwa 70 km langer rechter Nebenfluss des Bow River im Südwesten der kanadischen Provinz Alberta.

## Flusslauf
Das Quellgebiet des Kananaskis River befindet sich im Peter Lougheed Provincial Park in den Kanadischen Rocky Mountains an der nordamerikanischen kontinentalen Wasserscheide. Der 12 km lange Quellfluss Upper Kananaskis River entspringt auf einer Höhe von 2000 m südlich von Mount Jellicoe (3075 m). Er fließt in südlicher Richtung und mündet in den Stausee Upper Kananaskis Lake. Unterhalb diesem befindet sich der Lower Kananaskis Lake, ebenfalls ein Stausee. Dessen Südende gilt als der Ursprung des eigentlichen Kananaskis River. Der Kananaskis River fließt in nördlicher Richtung durch das Gebirge. Der Alberta Highway 40 folgt dem Flusslauf fast über dessen ganze Strecke. Nach 55 km erreicht der Fluss den Barrier Lake, einen 4 km langen Stausee. Unterhalb dem Barrier Dam fließt der Kananaskis River noch 11 km, bevor er den Bow River erreicht. Etwa 1,5 km oberhalb der Mündung überquert der Trans-Canada Highway den Fluss. Die Flussmündung liegt 20 km östlich von Canmore. Direkt unterhalb der Einmündung des Kananaskis River in den Bow River befindet sich der Seebe Dam mit einem Laufwasserkraftwerk. 

## Hydrologie
Das Einzugsgebiet des Kananaskis River umfasst etwa 950 km². Der mittlere Abfluss (MQ) beträgt 15,4 m³/s.